# Richton
Richton es un pueblo ubicado en el condado de Perry, Misisipi, Estados Unidos. Según el censo de 2020, tiene una población de 920 habitantes.

## Demografía

### Censo de 2000
Según el censo de 2000, había 1.038 personas, 397 hogares y 258 familias residiendo en la localidad. La densidad de población era de 175,0 hab./km². Había 497 viviendas con una densidad media de 83,8 viviendas/km². El 76,01% de los habitantes eran blancos, el 21,19% eran afroamericanos, el 0,67% eran amerindios, el 0,19% eran asiáticos, el 0,48% eran isleños del Pacífico, el 0,48% eran de otras razas y el 0,96% eran de dos o más razas. El 0,96% de la población eran hispanos o latinos de cualquier raza.
Según el censo, de los 397 hogares en el 29,7% había menores de 18 años, el 42,6% pertenecía a parejas casadas, el 18,9% tenía a una mujer como cabeza de familia y el 34,8% no eran familias. El 32,0% de los hogares estaba compuesto por un único individuo y el 15,1% pertenecía a alguien mayor de 65 años viviendo solo. El tamaño promedio de los hogares era de 2,41 personas y el de las familias de 3,04.
La población estaba distribuida en un 24,7% de habitantes menores de 18 años, un 7,8% entre 18 y 24 años, un 21,9% de 25 a 44, un 25,2% de 45 a 64 y un 20,4% de 65 años o mayores. La media de edad era 41 años. Por cada 100 mujeres había 75,3 hombres. Por cada 100 mujeres de 18 años o más, había 68,5 hombres.
Los ingresos medios por hogar en la localidad eran de 23.365 dólares ($) y los ingresos medios por familia eran $ 33.250. Los hombres tenían unos ingresos medios de $ 34.250 frente a los $ 16.000 para las mujeres. La renta per cápita para la ciudad era de $ 17.425. El 31,9% de la población y el 22,3% de las familias estaban por debajo del umbral de pobreza. El 47,7% de los menores de 18 años y el 26,5% de los habitantes de 65 años o más vivían por debajo del umbral de pobreza.

### Censo de 2020
Según el censo de 2020, hay 920 habitantes y 345 hogares en la localidad. La densidad de población es de 154,88 hab./km². Hay 429 viviendas con una densidad media de 72,2 viviendas/km². El 66,52% son blancos, el 28,80% son  afroamericanos, el 0,22% son asiáticos, el 0,65% son de otras razas y el 3,80% son de dos o más razas. El 1,74% de la población son hispanos o latinos de cualquier raza.

## Geografía
Según la Oficina del Censo de los Estados Unidos, la localidad tiene un área total de 5,94 km², correspondientes en su totalidad a tierra firme.